# 巴昆巴
巴昆巴是西非國家加蓬的城鎮，由上奧果韋省負責管轄，位於該國東南部，處於莫安達以西，鎮上有自然保護區、養殖漁場，鎮上人口約2,500。
1°49′46″S 13°01′14″E / 1.82944°S 13.02056°E